# Herdenkingsmunten van € 2 (2016)
Hieronder staat een lijst van herdenkingsmunten van twee euro met slagjaar 2016.
| Afbeelding | Land         | Ter gelegenheid van                                                                                                | Oplage     | Datum uitgave     |
| --- | ------------ | --- | ---------- | ----------------- |
| | Oostenrijk   | 200ste verjaardag van de oprichting van de Oostenrijkse Nationale Bank                                             | 16.060.000 | 2 december 2015   |
| Omschrijving: Op de munt zijn twee goden uit de Romeinse mythologie te zien, zoals afgebeeld in het reliëf boven de ingang van het hoofdgebouw van de Oostenrijkse centrale bank („Oesterreichische Nationalbank”): links Mercurius, de boodschapper van de goden en god van de handel, en rechts Fortuna, de godin van het geluk en de voorspoed, die met een hoorn des overvloeds is afgebeeld. Op de achtergrond van links naar rechts in het centrale gedeelte van de munt het hoofdgebouw van de centrale bank. Aan de onderzijde van het binnenste gedeelte van de munt loopt een sierband die doet denken aan het rood-wit-rood patroon van de Oostenrijkse vlag; in de heraldiek staan gearceerde verticale strepen voor de kleur rood. De jaartallen 1816 en 2016 links van Mercurius verwijzen naar het jaar waarin de centrale bank is opgericht, en naar het tweehonderdjarige bestaan ervan. De inscripties langs de rand van het goudkleurige binnenste gedeelte van de munt luiden „Republik Österreich” en „200 Jahre Oesterreichische Nationalbank”. Langs de buitenrand van de munt zijn de twaalf sterren van de Europese vlag afgebeeld. |              | |            |                   |
| |              | |            |                   |
| | Estland      | 100ste geboortedag van Paul Keres                                                                                  | 500.000    | 7 januari 2016    |
| Omschrijving: Op de munt is een portret afgebeeld van de grote Estse schaakspeler Paul Keres met een aantal schaakstukken. Linksbovenaan bevindt zich de inscriptie „PAUL KERES” in de vorm van een halve cirkel. Aan de linkerzijde staan de naam van het uitgevende land „EESTI” en daaronder het jaar van uitgifte „2016” vermeld. Langs de buitenrand van de munt zijn de twaalf sterren van de Europese vlag afgebeeld. |              | |            |                   |
| |              | |            |                   |
| | Ierland      | 100ste verjaardag van de Paasopstand                                                                               | 4.500.000  | 20 januari 2016   |
| Omschrijving: De munt toont het standbeeld van Hibernia boven op het gebouw van het hoofdpostkantoor, waarvan de bezetting in 1916 het begin van de Paasopstand inluidde. Hibernia is de verpersoonlijking van Ierland. Haar naam is afkomstig van de oude Griekse benaming voor Ierland en haar beeld is van de hand van de beeldhouwer John Smyth. Hibernia wordt gezien als een getuige van de gebeurtenissen van 1916 en in de honderd jaar die sindsdien zijn verstreken, heeft zij de natie aan haar voeten tot bloei zien komen op basis van de idealen die in de Proclamatie zijn neergelegd. Haar blik blijft op de toekomst gericht en zij staat symbool voor het verleden, het heden en de toekomst van het land. Bovenaan in het binnenste gedeelte is de inscriptie „HIBERNIA” aangebracht in handgeschreven letters, waarvan de vorm op het historische Book of Kells is geïnspireerd. De zonnestralen verzinnebeelden treffend de grondgedachte van de Paasopstand en de Proclamatie, nl. de dageraad van de nieuwe natie/Republiek. De afbeelding van het standbeeld wordt geflankeerd door de jaren „1916” en „2016”. Onderaan in het binnenste gedeelte zijn de naam van de uitgevende staat „éire” en daaronder het jaar van uitgifte „2016” vermeld. Langs de buitenrand van de munt zijn de twaalf sterren van de Europese vlag afgebeeld. |              | |            |                   |
| |              | |            |                   |
| | Duitsland    | Zwinger van Dresden, Saksen (elfde uit de 'Bundesländer'-serie)                                                    | 30.677.600 | 5 februari 2016   |
| Omschrijving: Op de munt is een zicht vanaf de binnenplaats van de wereldberoemde Zwinger van Dresden op de Kronentor afgebeeld. Voorts is in het binnenste gedeelte onderaan de naam „SACHSEN” en de landencode van de uitgevende staat, „D”, vermeld, terwijl rechtsboven zowel het muntteken van de desbetreffende munt („A”, „D”, „F”, „G” of „J”) als het merkteken van de graveur (de initialen „JT” — Jordi Truxa) en linksboven het jaar „2016” zijn aangebracht. Langs de buitenrand van de munt zijn de twaalf sterren van de Europese vlag afgebeeld. |              | |            |                   |
| |              | |            |                   |
| | Spanje       | Oude stad Segovia en aquaduct (zevende uit de serie 'UNESCO Wereld Erfgoedlijst')                                  | 3.400.000  | 5 februari 2016   |
| Omschrijving: Op de voorgrond is het aquaduct van Segovia afgebeeld. Bovenaan in het binnenste gedeelte staan de naam van het uitgevende land „ESPAÑA” in boogvorm en daaronder het jaar van uitgifte „2016” vermeld. Rechtsbovenaan is het muntteken te zien. Langs de buitenrand van de munt zijn de twaalf sterren van de Europese vlag afgebeeld. |              | |            |                   |
| |              | |            |                   |
| | Frankrijk    | EK voetbal 2016 in Frankrijk                                                                                       | 10.020.500 | 5 februari 2016   |
| Omschrijving: In het binnenste deel van het ontwerp is de omtrek van de kaart van Frankrijk afgebeeld met de Henri Delaunay-trofee in het midden en onderaan aan weerszijden de twee merktekens van de Parijse Munt. Rechts van de kaart van Frankrijk zijn de letters „RF” voor „République Française” aangebracht. Boven de kaart staat in boogvorm de inscriptie „UEFA EURO 2016 France”. Onder de kaart is een voetbal prominent afgebeeld. Het geheel is afgezet tegen een achtergrond van grafische elementen die het kampioenschap verbeelden. Langs de buitenrand van de munt zijn de twaalf sterren van de Europese vlag afgebeeld. |              | |            |                   |
| |              | |            |                   |
| | Slowakije    | Eerste voorzitterschap Europese Unie van Slowakije                                                                 | 1.000.000  | 7 maart 2016      |
| Omschrijving: In het midden van het ontwerp is het wapenschild van de Slowaakse Republiek prominent afgebeeld tegen een achtergrond van dynamische middelpuntzoekende lijnen, die de positie en het belang van de Republiek Slowakije tijdens zijn voorzitterschap van de Raad van de Europese Unie weergeven. Rechts van het wapen van de Slowaakse Republiek staat het jaartal „2016”. Langs de rand van de binnenste cirkel staan de naam van het land „SLOVENSKO” (Slowakije) en de inscriptie „PREDSEDNÍCTVO SR V RADE EÚ” (Slowaaks voorzitterschap van de Raad van de EU), van elkaar gescheiden door grafische symbolen. Het muntteken van de munt van Kremnica - de letters „MK” tussen twee muntstempels - en de gestileerde initialen van de ontwerper van de nationale zijde, Vladimír Pavlica, „VP”, staan in het onderste deel van het ontwerp. Langs de buitenrand van de munt zijn de twaalf sterren van de Europese vlag afgebeeld. |              | |            |                   |
| |              | |            |                   |
| | België       | Deelname van België aan de Olympische Zomerspelen van 2016 in Rio de Janeiro                                       | 375.000    | 23 maart 2016     |
| Omschrijving: Op het binnenste deel van de munt staan, van boven naar beneden, een gestileerde figuur, de vijf Olympische ringen en de inscriptie „TEAM BELGIUM” afgebeeld. Links staat het jaartal 2016. Aan de rechterkant is het land van uitgifte aangeduid met de letters „BE” tussen het muntteken van Brussel — het gehelmde hoofd van aartsengel Michaël — en het muntmeesterteken. Langs de buitenrand van de munt zijn de twaalf sterren van de Europese vlag afgebeeld. |              | |            |                   |
| |              | |            |                   |
| | San Marino   | 550ste sterfdag van Donatello                                                                                      | 87.400     | 5 april 2016      |
| Omschrijving: Op de voorgrond staat links het portret van de David afgebeeld, een detail van het bronzen standbeeld gemaakt door Donatello. Bovenaan in het midden staat het muntteken „R”; rechts, de aanduiding van het uitgevende land „San Marino”; rechts onderaan, de inscriptie „Donatello”, de data „1466-2016” en in het midden, de initialen van de kunstenaar „MB”. Langs de buitenrand van de munt zijn de twaalf sterren van de Europese vlag afgebeeld. |              | |            |                   |
| |              | |            |                   |
| | Finland      | 90ste sterfdag van Eino Leino                                                                                      | 1.000.000  | 25 april 2016     |
| Omschrijving: Het binnenste gedeelte van de munt toont een vlam en een kachelpook die naar rechtsboven is gericht. De inscriptie „EINO LEINO”, in een halve cirkel, en het jaar van uitgave „2016” zijn rechts weergegeven. Links onderaan staan de aanduiding van het uitgevende land „FI” en het muntteken. Langs de buitenrand van de munt zijn de twaalf sterren van de Europese vlag afgebeeld. |              | |            |                   |
| |              | |            |                   |
| | Italië       | 550ste sterfdag van Donatello                                                                                      | 1.500.000  | 29 april 2016     |
| Omschrijving: Het hoofd van de David van Donatello (detail van het bronzen standbeeld in het Nationaal Museum van Bargello te Florence): aan de linkerzijde het logo van de Italiaanse Republiek „RI”; daaronder, onder elkaar, de jaartallen „1466” en „2016”; aan de rechterzijde „C.M.”, de initialen van de ontwerpster, Claudia Momoni; aan de onderkant de inscriptie „DONATELLO”. Langs de buitenrand van de munt zijn de twaalf sterren van de Europese vlag afgebeeld. |              | |            |                   |
| |              | |            |                   |
| | Portugal     | Deelname van Portugal aan de Olympische Zomerspelen van 2016 in Rio de Janeiro                                     | 530.000    | 3 mei 2016        |
| Omschrijving: Het ontwerp toont een visuele compositie op basis van het bekende werk het „Hart van Viana”, gesigneerd door de kunstenaar, mevrouw Joanna Vasconcelos, dat is geïnspireerd op de traditionele juwelen uit het noorden van Portugal (bij de stad Viana do Castelo). Het geheel staat symbool voor de steun van het Portugese volk aan hun nationale team tijdens de Spelen. Links en rechts, in een halve cirkel, staan de woorden „JOANA VASCONCELOS” en „EQUIPA OLÍMPICA DE PORTUGAL 2016”. Onderaan bevindt zich het muntteken „INCM”. Langs de buitenrand van de munt zijn de twaalf sterren van de Europese vlag afgebeeld. |              | |            |                   |
| |              | |            |                   |
| | Litouwen     | Baltische cultuur                                                                                                  | 1.000.000  | 3 mei 2016        |
| Omschrijving: Op de munt is een schijf in barnsteen afgebeeld, een van de meest typische symbolen van de Baltische cultuur. De schijf is versierd met een kruis uit gegraveerde puntjes, dat de as van de wereld symboliseert. Bovenaan staat de naam van de uitgevende staat, „LIETUVA”, geflankeerd door het muntteken en het jaar van uitgifte, „2016”. Langs de buitenrand van de munt zijn de twaalf sterren van de Europese vlag afgebeeld. |              | |            |                   |
| |              | |            |                   |
| | Luxemburg    | 50ste verjaardag van de opening van de Groothertogin Charlottebrug (zestiende uit de 'Luxemburgse dynastie'-serie) | 517.500    | 12 mei 2016       |
| Omschrijving: De beeldenaar toont de Groothertogin Charlottebrug, de voornaamste verbinding tussen het stadscentrum van Luxemburg en de stadswijk Kirchberg, waar de instellingen van de Europese Unie zijn gelegen. Op de afbeelding van de brug is de tekst „Pont Grande-Duchesse Charlotte” („Groothertogin Charlottebrug”) aangebracht en daaronder het jaartal „1966”. Aan de bovenkant van de beeldenaar is het portret van Groothertog Henri van Luxemburg afgebeeld en aan de linkerzijde het jaar van uitgifte „2016”. Onderaan staat de naam van het land van uitgifte „LUXEMBOURG”. Langs de buitenrand van de munt zijn de twaalf sterren van de Europese vlag afgebeeld. |              | |            |                   |
| |              | |            |                   |
| | Italië       | 2200ste sterfdag van Titus Maccius Plautus                                                                         | 1.500.000  | 16 mei 2016       |
| Omschrijving: Toneelmaskers die twee personages uit de Nieuwe Komedie voorstellen: de jonge vrouw en de slaaf, naar een mozaïek uit de 2e eeuw n. Chr. (Rome, Capitolijnse Musea), omgeven door een bouwplan van een Romeins theater en het logo van de Italiaanse Republiek „RI”, met links „R” en rechts „LDS”, de initialen van de ontwerper Luciana De Simoni; onderaan „184 a. C.” (184 v. Chr.), „2016” en „PLAUTO” (Plautus). Langs de buitenrand van de munt zijn de twaalf sterren van de Europese vlag afgebeeld. |              | |            |                   |
| |              | |            |                   |
| | België       | 20-jarig bestaan van Child Focus                                                                                   | 1.020.000  | 25 mei 2016       |
| Omschrijving: Langs het binnenste gedeelte van de munt is in het midden het gezicht van een kind afgebeeld, omringd door de inscripties „MISSING-DISPARU-VERMIST”, „WWW.CHILDFOCUS.BE” en de drietalige vermelding van de nationaliteit „BELGIQUE-BELGIE-BELGIEN” gevolgd door het jaartal 2016. Het muntteken van Brussel — het gehelmde hoofd van aartsengel Michaël — en het muntmeesterteken bevinden zich respectievelijk links en rechts van het gezicht. Op de buitenrand van de munt zijn de twaalf sterren van de Europese vlag afgebeeld. |              | |            |                   |
| |              | |            |                   |
| | Monaco       | 150ste verjaardag van de bouw van Monte Carlo door Karel III                                                       | 15.000     | 1 juni 2016       |
| Omschrijving: Langs de munt is KAREL III weergegeven met MONTE CARLO op de achtergrond. Bovenaan staat de naam van de uitgevende staat, „MONACO”, geflankeerd door het muntteken en het muntmeesterteken. Onderaan staat in een halve cirkel van links naar rechts de inscriptie „1866 CHARLES III FONDE MONTE CARLO 2016”. Op de buitenrand van de munt zijn de twaalf sterren van de Europese vlag afgebeeld. |              | |            |                   |
| |              | |            |                   |
| | Vaticaanstad | 200-jarig bestaan van het korps der Vaticaanse Gendarmerie                                                         | 98.000     | 2 juni 2016       |
| Omschrijving: De nationale zijde beeldt een Vaticaanse politieman uit voor de koepel van de Sint-Pietersbasiliek. Bovenaan, in een halve cirkel, staat de inscriptie „CORPO DELLA GENDARMERIA 1816-2016”. Onderaan, in een halve cirkel, staat de naam van het uitgevende land „CITTA’ DEL VATICANO”. Links van het ontwerp staat het muntteken „R” aangeduid, en rechts ervan de naam van de ontwerper, „D. Longo”. Langs de buitenrand van de munt zijn de twaalf sterren van de Europese vlag afgebeeld. |              | |            |                   |
| |              | |            |                   |
| | Slovenië     | 25 jaar onafhankelijkheid                                                                                          | 1.000.000  | 20 juni 2016      |
| Omschrijving: Over het linkerdeel van de binnenste cirkel ligt een schuine lijn. Rechts van die lijn, in het bovenste gedeelte van de munt, staat het getal „25” met daaronder het opschrift „REPUBLIKA SLOVENIJA”. Onder deze opschriften staat een fragment van het Sloveense volkslied Zdravljica, namelijk „dočákat’ dan” in het handschrift van Prešeren. Onderaan de binnenste cirkel staat het jaartal „2016”. Langs de buitenrand van de munt zijn de 12 sterren van de Europese vlag afgebeeld. |              | |            |                   |
| |              | |            |                   |
| | Letland      | Landbouw in Letland                                                                                                | 1.010.000  | 19 juli 2016      |
| Omschrijving: De beeldenaar toont een Letse bruine koe, een symbool van de Letse melkveehouderij, zowel in de folklore als in het dagelijks leven. Links onderaan de beeldenaar staat het jaar van uitgifte „2016” en aan de onderzijde van de binnenste cirkel staat de naam van het uitgevende land „LATVIJA”. Langs de buitenrand van de munt zijn de twaalf sterren van de Europese vlag afgebeeld. |              | |            |                   |
| |              | |            |                   |
| | Portugal     | 50ste verjaardag van de opening van de 25 aprilbrug                                                                | 520.000    | 19 juli 2016      |
| Omschrijving: De beeldenaar toont een afbeelding van de brug. Rechts bovenaan staat „PORTUGAL”. Onderaan rechts staan „PONTE”, „25 DE ABRIL”, „1966” en „2016” onder elkaar. Onderaan links staat het muntteken „INCM” en onderaan in het midden de naam van de ontwerper „JOSÉ AURÉLIO”. Langs de buitenrand van de munt zijn de twaalf sterren van de Europese vlag afgebeeld. |              | |            |                   |
| |              | |            |                   |
| | Malta        | Megalithische tempels van Ġgantija (eerste uit de 'Prehistorische Tempels'-serie)                                  | 410.000    | 22 augustus 2016  |
| Omschrijving: Op de munt zijn de tempels van Ġgantija op het eiland Gozo afgebeeld. Ġgantija is een megalithisch tempelcomplex uit het neolithicum. Het is een van ’s werelds oudste vrijstaande bouwwerken, alsook een van de oudste religieuze bouwwerken. Ġgantija is gebouwd rond de 36e eeuw vóór Christus en dateert dus van vóór Stonehenge en de Egyptische piramiden. Bovenaan rechts staat de inscriptie „ĠGANTIJA TEMPLES” met daaronder de jaartallen „3800-3200 BC”. Onderaan links staan de naam van de uitgevende staat „MALTA” met daaronder het jaar van uitgifte „2016”, geflankeerd door het muntmeesterteken en het muntteken. Langs de buitenrand van de munt zijn de 12 sterren van de Europese vlag afgebeeld. |              | |            |                   |
| |              | |            |                   |
| | Frankrijk    | 100ste geboortedag en 20ste sterfdag van François Mitterrand                                                       | 10.020.000 | 12 september 2016 |
| Omschrijving: Het ontwerp laat een zijaanzicht zien van een in gedachten verzonken François Mitterrand. Rechts daarvan is het persoonlijke symbool van de man afgebeeld: de samenvoeging van een eik en een olijfboom. Links daarvan worden zijn geboortejaar en het jaar van zijn honderdste geboortedag („1916” en „2016”) vermeld, en daarboven is zijn naam aangeduid. Onderaan staat de aanduiding van het uitgevende land: „RF”. Langs de buitenrand van de munt zijn de twaalf sterren van de Europese vlag afgebeeld. |              | |            |                   |
| |              | |            |                   |
| | San Marino   | 400ste sterfdag van William Shakespeare                                                                            | 82.400     | 22 september 2016 |
| Omschrijving: Op het ontwerp is een portret van de dichter afgebeeld. Rechts en in een halve cirkel de jaartallen „1616-2016” en de naam van de uitgevende staat „San Marino”; onderaan rechts, de initialen van de ontwerper „MB”. Links en in een halve cirkel, de inscriptie „William Shakespeare”; onderaan links het muntteken „R”. Langs de buitenrand van de munt zijn de twaalf sterren van de Europese vlag afgebeeld. |              | |            |                   |
| |              | |            |                   |
| | Vaticaanstad | Het Heilig Jaar Jubileum van Barmhartigheid                                                                        | 98.000     | 13 oktober 2016   |
| Omschrijving: Op de nationale zijde is de heilige Martinus van Tours afgebeeld, die zijn mantel deelt met een arme bedelaar. Rondom de afbeelding staan links het bijschrift „GIUBILEO DELLA MISERICORDIA” en rechts „CITTÀ DEL VATICANO”, beide in een halve cirkel. Rechts staat verder het jaar van uitgifte „2016” en onderaan het muntteken „R” en de naam van de kunstenaar „M. CRISCIOTTI”. Langs de buitenrand van de munt zijn de twaalf sterren van de Europese vlag afgebeeld. |              | |            |                   |
| |              | |            |                   |
| | Finland      | 100ste geboortedag van Georg Henrik von Wright                                                                     | 1.000.000  | 17 oktober 2016   |
| Omschrijving: Op het binnenste gedeelte van de munt is een antieke Dorische zuil afgebeeld met links daarvan een eikentak. In een halve cirkel van links naar rechts staat de inscriptie „GEORG HENRIK VON WRIGHT” en rechts bovenaan is het jaar van uitgave „2016” weergegeven. Links bovenaan staan de aanduiding van het land „FI” en het muntteken. Langs de buitenrand van de munt zijn de twaalf sterren van de Europese vlag afgebeeld. |              | |            |                   |
| |              | |            |                   |
| | Letland      | Midden-Lijfland (eerste uit de 'Historische en Culturele Regio's'-serie)                                           | 1.010.000  | 15 november 2016  |
| Omschrijving: Het ontwerp toont het wapen van de historische landstreek van Letland - Vidzeme of Livland. Bovenaan staat de aanduiding van het uitgevende land „LATVIJA”, en onderaan de inscriptie „VIDZEME”. Rechts is het jaar van uitgifte „2016” vermeld. Langs de buitenrand van de munt zijn de twaalf sterren van de Europese vlag afgebeeld. |              | |            |                   |
| |              | |            |                   |
| | Malta        | Solidariteit door liefde (eerste uit de 'Door kinderen met solidariteit'-serie)                                    | 380.000    | 5 december 2016   |
| Omschrijving: Deze munt wil de maatschappelijke rol van het Malta Community Chest Fund herdenken via het programma „From Children in Solidarity” voor middelbare scholieren. Dit programma identificeert de maatschappelijke rol van kinderen in vijf uiteenlopende sectoren, waarbij het eerste thema „Solidariteit door liefde” is. Het ontwerp is van de hand van middelbare scholiere Sarah Cilia, die dit thema heeft verbeeld door twee handen die een hart vormen waarin de Maltese vlag te zien is. Onder het ontwerp staat het opschrift „MALTA 2016”. Op de linker- en de rechterpols zijn twee gestileerde voorstellingen van menselijke lichamen te zien. Langs de buitenrand van de munt zijn de twaalf sterren van de Europese vlag afgebeeld. |              | |            |                   |
| |              | |            |                   |
| | Griekenland  | 150ste verjaardag van het drama van Arkadi                                                                         | 750.000    | 16 december 2016  |
| Omschrijving: Op het ontwerp is het Arkadi-klooster afgebeeld. In het midden staan (in het Grieks) de woorden „ARKADI-KLOOSTER” en langs de binnenrand links „HELLEENSE REPUBLIEK”. Rechtsbovenaan staat het jaar van uitgifte „2016” en onder de centrale inscriptie een palmet (het muntteken van het Griekse munthuis). Rechtsonderaan is het monogram van de kunstenaar (George Stamatopoulos) zichtbaar. Langs de buitenrand van de munt zijn de twaalf sterren van de Europese vlag afgebeeld. |              | |            |                   |
| |              | |            |                   |
| | Griekenland  | 120ste geboortedag van Dimitri Mitropoulos                                                                         | 750.000    | 16 december 2016  |
| Omschrijving: Op het ontwerp is een portret van Dimitri Mitropoulos tegen een achtergrond van muzieknoten afgebeeld. Langs de binnenrand links staan de woorden (in het Grieks) „120ste GEBOORTEJAAR VAN DIMITRI MITROPOULOS” en „HELLEENSE REPUBLIEK”. Linksbovenaan staat het jaar van uitgifte „2016” en een palmet (het muntteken van het Griekse munthuis). Rechtsonderaan is het monogram van de kunstenaar (George Stamatopoulos) zichtbaar. Langs de buitenrand van de munt zijn de twaalf sterren van de Europese vlag afgebeeld. |              | |            |                   |
| |              | |            |                   |
| | Andorra      | 25-jarig bestaan van de Andorrese radio- en televisieomroep (RTVA)                                                 | 85.000     | 1 juni 2017       |
| Omschrijving: Een afbeelding van een meermaals omcirkelde microfoon en antenne met de inscriptie „25è ANIVERSARI DE RÀDIO I TELEVISIÓ D’ANDORRA”, het jaar van uitgifte „2016” en de naam van de staat van uitgifte „ANDORRA”. Met deze herdenkingsmunt wordt de 25e verjaardag gevierd van de oprichting van de openbare media van Andorra met het begin van de uitzendingen van de Andorrese openbare radio- en televisieomroep. Langs de buitenrand van de munt zijn de twaalf sterren van de Europese vlag afgebeeld. |              | |            |                   |
| |              | |            |                   |
| | Andorra      | 150ste verjaardag van de nieuwe hervorming van 1866                                                                | 85.000     | 1 juni 2017       |
| Omschrijving: Een afbeelding van de hoofdzaal van de „Casa de la Vall” (het parlementsgebouw van Andorra) met de inscriptie „150 ANYS DE LA NOVA REFORMA DE 1866”, het jaar van uitgifte „2016” en de naam van de staat van uitgifte „ANDORRA”. Met deze herdenkingsmunt wordt gevierd dat 150 jaar geleden de wet inzake de nieuwe hervorming werd aangenomen, een van de grote gebeurtenissen in de geschiedenis van Andorra, die het Vorstendom Andorra sociaal en politiek transformeerde. Langs de buitenrand van de munt zijn de twaalf sterren van de Europese vlag afgebeeld. |              | |            |                   |